# Ярчево
Ярчево (пол. Jarczewo, нім. Jarsen) — село в Польщі, у гміні Скемпе Ліпновського повіту Куявсько-Поморського воєводства.
Населення — 269 осіб (2011).
У 1975-1998 роках село належало до Влоцлавського воєводства.

## Демографія
Демографічна структура станом на 31 березня 2011 року:
|          | Загалом | Допрацездатний вік | Працездатний вік | Постпрацездатний вік |
| -------- | ------- | ------------------ | ---------------- | -------------------- |
| Чоловіки | 135     | 43                 | 83               | 9                    |
| Жінки    | 134     | 44                 | 66               | 24                   |
| Разом    | 269     | 87                 | 149              | 33                   |